# 八王子號、青梅號列車
八王子號列車（日语： Hachiōji */?）及青梅號列車（日语： Oume */?），是由東日本旅客鐵道（JR東日本）運行於東京站/新宿站至八王子站/青梅站之間的特別急行列車（通勤特急），並只於早上和黃昏通勤時段行走。當中於八王子站到發的列車為「八王子」號列車，於青梅站到發的列車則為「青梅」號列車。八王子號與青梅號於2025年3月15日隨著時刻表改點而停駛，而中央線快速與青梅線將改為提供綠色車廂的服務。
本條目將會記載過往運行於東京都內中央本線的Home Liner之演變（即是「中央Liner」和「青梅Liner」）。

## 概要
八王子和青梅號列車是原自於2019年3月15日之前行走的通勤Liner「中央Liner」和「青梅Liner」，在2019年3月18日上述列車特急化後開始營運。隨著升級至特急，全車變為指定席，而費用則由Liner費用變為指定席特急費用。乘客可於乘車前使用ekinet網上預約座位。2024年12月13日，JR東日本宣布將於2025年3月15日隨著列車時刻表的改點廢除特急「八王子」號與「青梅」號，並改為提供綠色車廂的服務。

## 運行概況

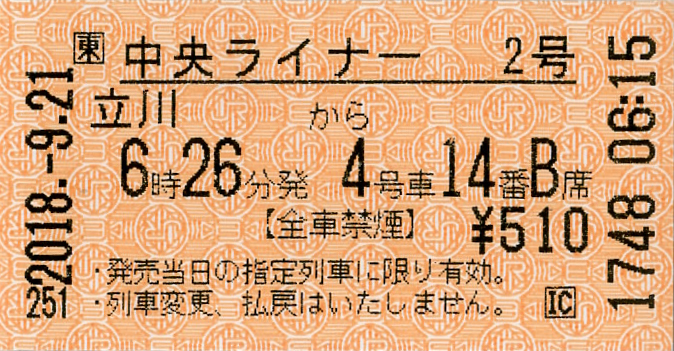
中央Liner2號 Liner券

在定期列車中，早上設有2班上行「八王子」和1班上行「青梅」，晚上設有5班下行「八王子」和2班「青梅」班次。所有班次只於平日行走。

### 停車站
八王子
東京站 - 新宿站 - 立川站 - 八王子站
青梅
東京站 - 新宿站 - 立川站 - 拜島站 - 河邊站 - 青梅站

### 使用車両與編成
在定期列車中，列車會使用來自松本車輛中心的E353系電動列車。
在「中央Liner」、「青梅Liner」運輸日，於2002年7月1日至2019年3月15日之間曾經使用E257系電動列車，列車以9卡編成或11卡編成。在2008年3月15日至2018年3月16日之間曾經使用來自松本車輛中心的E351系電動列車。
在1991年3月16日至2008年3月14日之間曾經使用來自幕張車輛中心的183系電動列車（在2002年7月1日以後只行走「中央Liner」）。
在中央Liner與青梅Liner行走的日子中，與其他Liner列車相異，車票上有指定的車廂與座位編號。

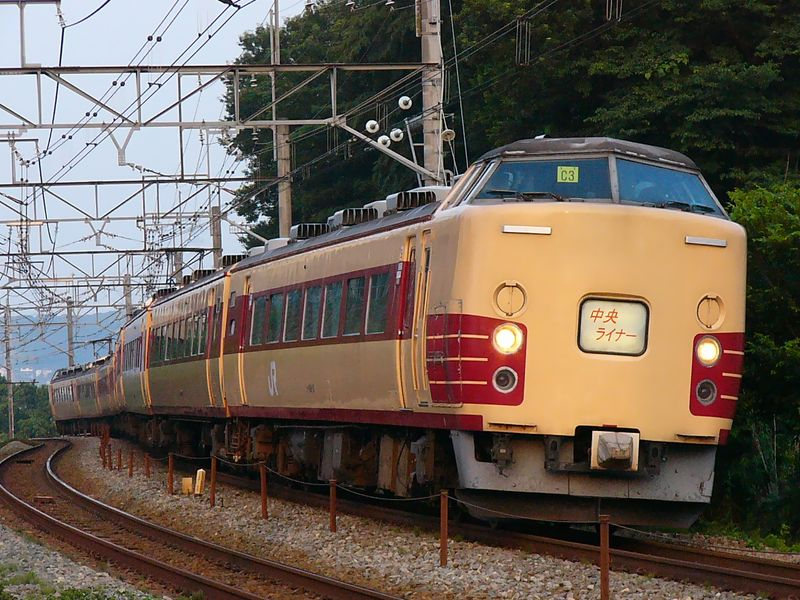
豐田站 - 八王子站之間行走中的「中央Liner」（2005年7月）
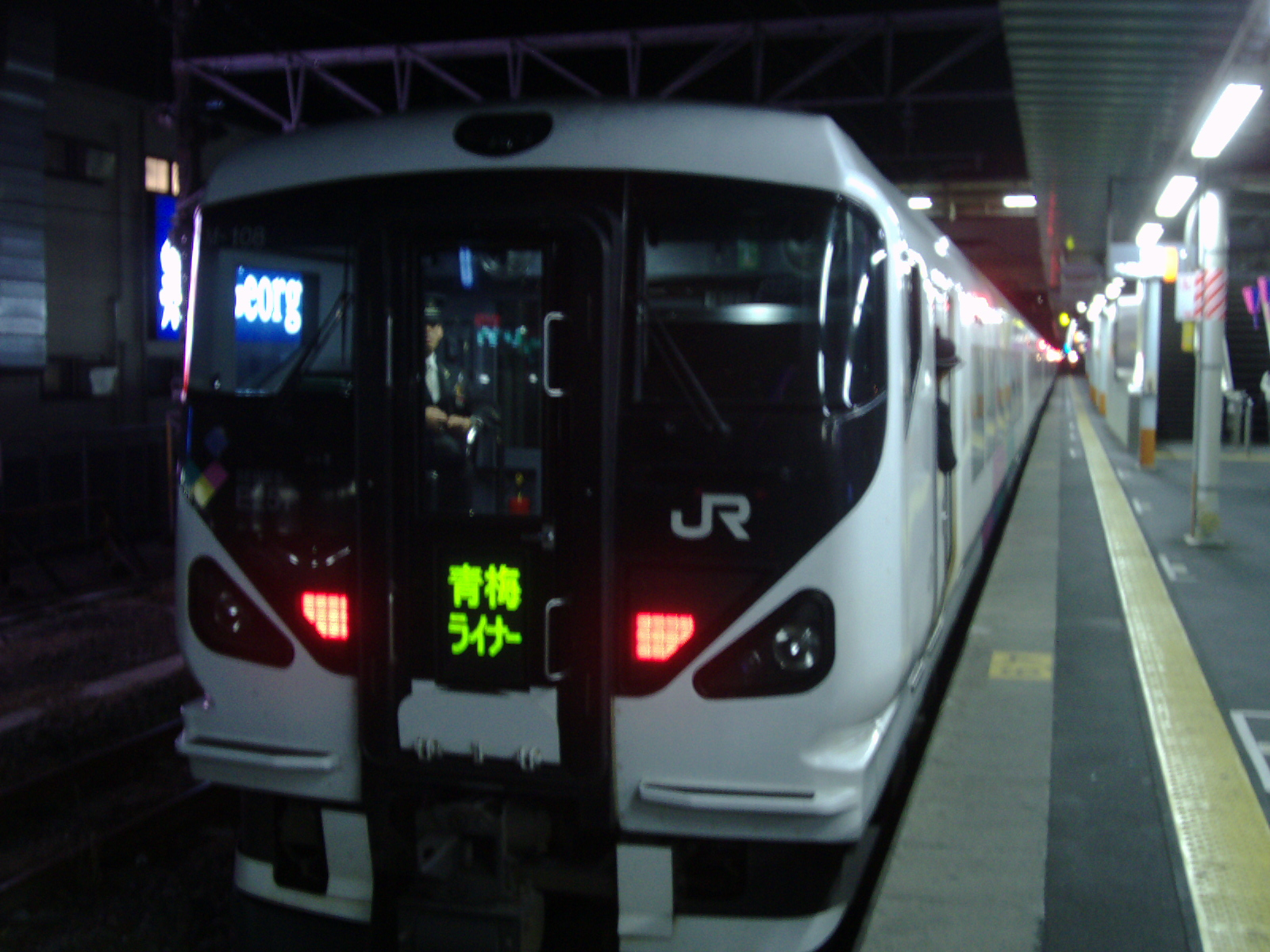
E257系「青梅Liner」
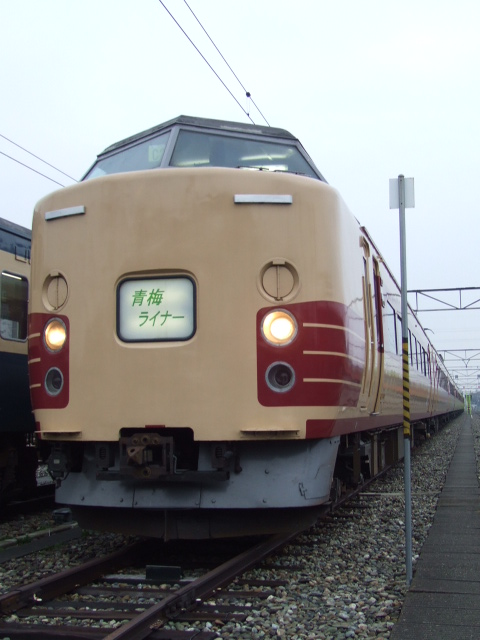
183系「青梅Liner」

## 中央本線、青梅線行走於都內優等列車的演變

### Liner 列車年代
- 1991年（平成3年）
  - 3月16日 ：開設 「早安Liner高尾」「Home Liner高尾」「早安Liner青梅」「Home Liner青梅」，當時使用183系（日语：国鉄183系電車）行走[4]。
  - 12月1日 ： 「早安Liner青梅」延遲出發[4]。
- 1992年（平成4年）3月14日 ： 所有列車於星期六與假日暫停服務[4]。
- 1993年（平成5年）4月10日 ： 隨著引入ATS-P完畢，所有列車的行車時間縮短[4]。
- 1996年（平成8年）3月16日 ： 「早安Liner高尾」「Home Liner高尾」的使用車輛改為185系。[4]
- 1999年（平成11年）3月1日 ： 310日圓乘車整理券變更為500日圓的Liner券[4]。
- 2001年（平成13年）12月1日 ： 所有列車班次改變為全車指定席，同時改變列車名稱為「中央Liner」「青梅Liner」。共有上行5班、下行6班。所有列車使用183系、189系行走[4]。
- 2002年（平成14年）
  - 7月1日 ：部分 「中央Liner」和「青梅Liner」改用E257系行走。在6月29日上行列車使用183系行走「青梅Liner」後，該車型不再服務「青梅Liner」[4]。
  - 12月1日 ： 下行「青梅Liner」增加2班。下行「中央Liner」的時間表推遲出發。晚上增加2班列車，取消下午4時時段的班次。另外，當日起JR東日本開始首次提供使用手提電話預約Liner券之服務，當時可使用View信用卡支付Liner券費用[4]。
- 2004年（平成16年）3月13日 ： 上行「青梅Liner」終點站改往東京站[4]。
- 2008年（平成20年）3月17日 ：在幕張車輛中心（日语：幕張車両センター）配置的183系和189系轉換為E351系和E257系，以便增加載客量[5]。
- 2010年（平成22年）12月4日 ：黃昏5時時段從東京出發的班次改為於晚上6時時段出發，同時把使用率低的「中央Liner」4、6號廢止。
- 2012年（平成24年）3月17日 ： 上行「中央Liner」終點站改往東京站[6]。
- 2014年（平成26年）
  - 3月17日 ： 上行「中央Liner」增加1班至共有2班。上行「青梅Liner」開始可於手指電話預約並使用View信用卡支付費用。自從，所有列車可透過手提電話預約（使用View信用卡支付）。同時，「青梅Liner」的綠色車廂車票不再在青梅線內的車站發售。
  - 4月1日 ： 隨著上升消費稅，Liner券普通車加價10日圓至510日圓，綠色車廂加價20日圓至720日圓。
- 2018年（平成30年）3月17日 ： 不再使用E351系行走，所有列車統一使用E257系[7]。

### 特急列車年代及臨時列車
- 2019年（平成31年/令和元年）
  - 3月16日 : 實施時間表修正「中央Liner」「青梅Liner」廢止。替代服務為使用E353系行走的特急「八王子」（上行2班，下行5班）和「青梅」（上下行各1班）（在修正後首次服務日為3月18日（平日））[3]。在此修正中引入與「梓」「甲斐路」「富士回遊」同等的新費用體制。但是，在同一區間行走的成田特快仍然使用A費用。
  - 10月12日 - 10月27日： 受到颱風海貝思的影響。中央本線 高尾站至大月站之間路段發生山泥傾瀉。在這個影響下，除了NEX外，中央本線與青梅線的特急列車一律暫停服務。
- 2020年（令和2年）
  - 2月16日 : 隨著舉行青梅馬拉松，開設臨時特急「青梅」91、92號行走於千葉～青梅之間。在臨時列車中，首次設有從千葉到發的特急「青梅」。
  - 3月14日 : 實施時間表修正，下行1班特急「八王子」變為特急「青梅」。另外，中央線特急「梓」「甲斐路」的班次編號整合，使用同一順序排列。與「八王子」「青梅」區分班次編號。
- 2021年（令和3年）
  - 10月23日 : 臨時特急「青梅」93、94號使用E257系行走於新宿～奧多摩之間[8]。

## 注腳

## 外部連結
- 梓・甲斐路・富士回遊・八王子・青梅（E353系）：JR東日本 （页面存档备份，存于）（日語）